# روي غلمي
روي غلمي (1 مارس 1995 بباسرسدورف في سويسرا - ) هو لاعب كرة قدم سويسري في مركز الدفاع. لعب مع نادي سانت غالن.

## وصلات خارجية
- روي غلمي على موقع الاتحاد الأوربي (الإنجليزية)
- روي غلمي على موقع قاعدة بيانات كرة القدم.إي يو (الإنجليزية)
- روي غلمي على موقع Soccerway.com (الإنجليزية)
- روي غلمي على موقع عالم كرة القدم.نت (الإنجليزية)